# Murad Fatiyev
Murad Fatiyev (4 febbraio 1999) è un judoka azero.
Ha partecipato ai Giochi olimpici di Tokyo 2020, gareggiando nella categoria degli 81 kg.

## Palmarès
- Europei

Podgorica 2025: bronzo nei 90 kg.
- Giochi europei

Napoli 2019: bronzo nella gara a squadre.